# Kyrylo Pospjejev
Kyrylo Vasil'ovič Pospyeyev (in ucraino Кирило Васильович Поспєєв?; Tambov, 30 dicembre 1975) è un ex ciclista su strada e dirigente sportivo ucraino vinse la prova in linea ai Campionati ucraini di ciclismo su strada del 2001.

## Palmares
- 1995 (Dilettanti, una vittoria)

Classifica generale Tour de Ribas
- 2000 (Elite-2ª fascia, una vittoria)

Coppa Ciuffenna
- 2001 (Cantina Tollo, una vittoria)

Campionati ucraini, Prova in linea

## Piazzamenti

### Grandi giri
- Giro d'Italia

2004: 42º
- Vuelta a España

2001: 82º
2003: 37º

### Classiche monumento
- Liegi-Bastogne-Liegi

2003: 81º

### Competizioni mondiali
- Campionati del mondo su strada

Lugano 1996 - In linea Elite: ?
Lisbona 2001 - In linea Elite: 88º
Hamilton 2003 - In linea Elite: 77º
Verona 2004 - In linea Elite: ?
Salisburgo 2006 - In linea Elite: ?
- Giochi olimpici

Atene 2004 - In linea: 23º